# 타카하시 유타카
 타카하시 유타카(高橋 豊, たかはし ゆたか, 1948년 12월 4일 출생)는 일본 나가노현 출신의 기업가로, 애니메이트의 창업자이자, 대표이사 회장직을 역임하고 있다.

## 인물
라포트(ラポート)의 영업부장으로, 부동산 투자를 거쳐, 1983년 10월 트레이딩 카드, 피규어, CD 및 기타 애니메이션 산업과 관련된 일반 미디어 출판을 전문으로 하는 일본 회사 모빅을 설립한다. 이후 이케부쿠로에 애니메이트 제 1호점을 개업한다.
애니메이트의 종업원 캐릭터인 애니메이트 점장이나 스핀오프 작품 등에는 사장으로서 동명의 캐릭터가 등장한다. (성우 - 코스기 쥬로타)
다만 이름과 배역이 같을 뿐, 캐릭터 모티브가 유타카 본인인 것은 아니다.